# Brent Stait
Brent Stait est un acteur canadien né le 9 septembre 1959 dans la ville de Le Pas, Manitoba au Canada.

## Biographie
Il est principalement connu pour avoir interprété les rôles de Rev Bem dans la série télévisée Andromeda (série qu'il a quittée à cause du développement d'une allergie au maquillage imposé pour le personnage) et de Louis Ferretti dans Stargate SG-1. Il incarne également Michael Kenmore (personnage de Stargate Atlantis) lorsque celui-ci a l'apparence d'un Wraith (c'est toujours Connor Trinneer qui prête sa voix pour le personnage), ou encore le Doctor Fate dans Smallville (Smallville: Absolute Justice ; le film se déroule juste avant les événements de la saison 9).Épisode 11. En 2011, il joue le rôle de Roy Carson dans Destination finale 5.

## Filmographie

### Cinéma

#### Courts métrages
- 2001 : Speak : père
- 2003 : Lonesome Joe : propriétaire du chien
- 2004 : Killer Instinct : conducteur / tueur en série
- 2004 : My Old Man : père, homme riche
- 2004 : Capture : Jim Miller
- 2006 : Dysfunction : Dr Dean
- 2008 : Behind the Roses : Loan Shark
- 2016 : Parkman : Chess Player

#### Longs métrages
- 1989 : Termini Station : Burt
- 1990 : Cadence : psychologue de quartier #2
- 1991 : Showdown at Williams Creek : Jim Blessing
- 1992 : North of Pittsburgh : mécanicien
- 1994 : Tokyo Cowboy : Vince
- 1995 : Loin de la maison : Sartech
- 1995 : Gunfighter's Moon : Walt Shannon
- 1997 : Nights Below Station Street : Vye
- 1999 : Mystery, Alaska : Kevin Holt
- 2001 : Touched by a Killer : Roger Walker
- 2003 : On the Corner : Wade
- 2004 : The Wild Guys : Donnie
- 2009 : Le Prix du sang (vidéo) : Dino
- 2009 : Stargate SG-1: Children of the Gods - Final Cut (vidéo) : major Louis Ferretti
- 2010 : Hard Ride to Hell (vidéo) : Bob
- 2010 : The Tortured : U.S. Marshall
- 2010 : Tron : L'Héritage : programme de jeu pourpre
- 2011 : Hunt to Kill de Nancy Valle : Walt
- 2011 : Destination finale 5 (Final Destination 5) de Steven Quale : Roy Carson
- 2011 : Hamlet : Rosencrantz
- 2012 : Becoming Redwood : garde-frontière
- 2013 : Les Cœurs patients : maire Mel Somerville
- 2014 : Kid Cannabis : officier de la gendarmerie royale du Canada
- 2014 : Down Here : Steve Wiley

### Télévision

#### Téléfilms
- 1991 : Secrets of the Unknown : révérend Fuller
- 1991 : La Malédiction IV - L'éveil : Mica
- 1991 : I Still Dream of Jeannie : Eddie
- 1991 : Le Peloton d'exécution : caporal Bloggs
- 1992 : Blind Man's Bluff : Billy Tomans
- 1992 : Bijoux, hot-dogs et tasses de thé (The Man Upstairs) de George Schaefer : Mort
- 1992 : L'Appel de la forêt : François
- 1993 : Born to Run : Raymond
- 1993 : A Stranger in the Mirror : Peter Terriglio
- 1994 : Green Dolphin Beat : Jackson
- 1994 : La Romance de Noël : O.T. Betsill
- 1995 : Broken Trust : Evan Soika
- 1995 : Deceived by Trust: A Moment of Truth Movie : Larry Devore
- 1996 : In the Lake of the Woods : Richard Thinbill
- 1996 : The Limbic Region : shérif
- 1996 : For Those Who Hunt the Wounded Down : Gary Percy Rils
- 1997 : Hostile Force : Wendel Pone
- 1997 : Intensity : Jim Woltz
- 1997 : Five Desperate Hours : Danbury
- 1997 : Ellen Foster : [Qui ?]
- 1999 : Roswell, les aliens attaquent : capitaine Phillips
- 1999 : The Sheldon Kennedy Story : Mel Kennedy
- 1999 : H-E Double Hockey Sticks : Ozone
- 2000 : Le Virginien : Griffin
- 2003 : A Crime of Passion : Alfred Barker
- 2004 : Meltdown : FBI Commander Hall
- 2006 : Fascination criminelle : Roger Shapiro
- 2008 : Troglodyte : Ben
- 2008 : L'Enfer du feu : Crawford
- 2009 : À l'aube du dernier jour : capitaine des gardes
- 2009 : La Créature de Sherwood (Beyond Sherwood Forest) de Peter DeLuise : Guy de Gisborne
- 2010 : Stonehenge Apocalypse : major Peatman
- 2010 : The Cult : Luke
- 2011 : Sous l'emprise du pasteur : L'Histoire vraie de Mary Winkler : Scott Bowden, OBP
- 2012 : Ghost Storm : Thomas
- 2015 : Les Yeux de l'assassin : Vincent Strurup
- 2016 : Under Fire : capitaine Sam Carter
- 2016 : Les Secrets de mon mari : Bob Sloan
- 2020 : Les petits meurtres de Ruby : prédiction mortelle (Ruby Herring Mysteries: Prediction Murder) de Neill Fearnley : George Fontana

#### Séries télévisées
- 1986 : The Campbells (en) (saison 4, épisode 03 : The Shiners) : Jimmy Burke
- 1987 : Mariés, deux enfants (Married… with Children) (saison 1, épisode 03 : Al, La Gachette) : membre des "voisins vigilants" (non-crédité)
- 1987 : Adderly (en) (saison 2, épisode 06 : The Perils of Mona)
- 1987 - 1988 : Brigade de nuit (Night Heat) : 
  - (saison 3, épisode 14 : The Pimp) : Donald Young
  - (saison 4, épisode 22 : No Regrets) : Carl
- 1988 : Captain Power et les soldats du futur (Captain Power and the Soldiers of the Future) (saison 1, épisode 17 : Le Chemin de l'Eden 2) : John
- 1988 - 1989 : Alfred Hitchcock présente (Alfred Hitchcock Presents) : Jim Sweeney
  - (saison 3, épisode 03 : Prisme)
  - (saison 4, épisode 09 : Miroir, miroir)
- 1989 : Rintintin junior (Katts and Dog) (saison 2, épisode 22 : Fatal Obsession)
- 1989 : Les Chevaliers de la nuit (Knightwatch) (saison 1, épisode 07 : Lost Weekend) : Tim
- 1989 : Booker (saison 1, épisode 01 : Cas de conscience) : Woody Kincaid
- 1989 - 1990 : 21 Jump Street : 
  - (saison 3, épisode 21 : Prochaine Victime) : grand homme
  - (saison 4, épisode 24 : Kidnapping et Tendresse) : arbitre
- 1989 - 1991 : Les deux font la loi (Bordertown) : 
  - (saison 1, épisode 24 : L'Étalon) : Bob Drake
  - (saison 3, épisode 26 : Under Western Skies) : Halton Hench
- 1990 : Un flic dans la mafia (Wiseguy) (saison 4, épisode 08 : Ça déboulonne) : Axel Whitman
- 1990 : Le Ranch de l'espoir (Neon Rider) (saison 1, épisode 08 : The Mighty Quinn)
- 1990 : Broken Badges (saison 1, épisode 06 : Goût fraise) : Fast Eddie Faldo
- 1991 : Mom PI (en) (saison 2, épisode 07 : Time Wounds All Heels)
- 1991 : Monkey House (en) (saison 1, épisode 03 : All the King's Horses) : caporal
- 1992 - 1993 : L'As de la crime (The Commish) : 
  - (saison 1, épisode 19 : Le Roi Henri) : Frank McBride
  - (saison 3, épisode 03 : Le Nouveau Commissaire) : B.B. Davenport
- 1992 - 1995 : Highlander : 
  - (saison 1, épisode 07 : Prise au piège) : Eddie Doyle
  - (saison 4, épisode 09 : Pour l'amour de Kali) : colonel Ramsey
- 1993 : Street Justice (saison 2, épisode 19 : Retour en arrière) : Scott
- 1993 - 1996 : X-Files : Aux frontières du réel (The X-Files) : 
  - (saison 1, épisode 10 : L'Ange déchu) : caporal Taylor
  - (saison 4, épisode 08 : Tunguska) : Timothy Mayhew
  - (saison 4, épisode 09 : Terma) : Timothy Mayhew
- 1994 : Lonesome Dove: The Series (saison 1, épisode 13 : Law and Order)
- 1994 : Cobra (saison 1, épisode 16 : Plongée mortelle) : Bridges
- 1995 : The Marshal (en) (saison 1, épisode 04 : The Ballad of Lucas Burke) : Fitch
- 1995 : La Croisée des destins (mini-série) : Ballenger
  - (saison 1, épisode 01)
  - (saison 1, épisode 02)
- 1995 : La Légende d'Hawkeye (Hawkeye) (saison 1, épisode 20 : La Guérisseuse) : Johnson
- 1996 : Le Titanic (Titanic) (mini-série) : voisin de couchette irlandais
- 1996 - 1999 : The Sentinel :
  - (saison 1, épisode 02 : État de siège) : McBride
  - (saison 3, épisode 12 : Au cœur de l'enfer) : Miller
  - (saison 4, épisode 03 : Révolution) : McBride
- 1997 : Poltergeist : Les Aventuriers du surnaturel (Poltergeist: The Legacy) (saison 2, épisode 11 : Le Lien) : John Wesley Richter
- 1997 : Two (saison 1, épisode  20 : L'Évasion) : Jimmy
- 1997 : Profit (saison 1, épisode 05 : Cupid)
- 1997 : FX, effets spéciaux (F/X: The Series) (saison 2, épisode 07 : Casino volant) : Brecht
- 1997 - 1998 : Stargate SG-1 : major Louis Ferretti
  - (saison 1, épisode 01 : Enfants des dieux (1/2))
  - (saison 1, épisode 02 : Enfants des dieux (2/2))
  - (saison 1, épisode 22 : Dans le nid du serpent)
- 1998 : Viper (saison 3, épisode 18 : Patate chaude ) : Simon LeShane
- 1998 : Un tandem de choc (Due South) : Vic Hester
  - (saison 3, épisode 12 : Les Allumés du Bounty : 1re partie)
  - (saison 3, épisode 13 : Les Allumés du Bounty : 2e partie)
- 1999 : First Wave (saison 2, épisode 07 : Une prière pour l’homme blanc ) : Dan McGuire
- 1999 : Sept jours pour agir (Seven Days) (saison 2, épisode 08 : Le Collectionneur) : Edwin Brucks
- 1999 - 2000 : Au-delà du réel : L'aventure continue (The Outer Limits) : 
  - (saison 5, épisode 09 : La Voleuse de pensées) : Vince Baxter
  - (saison 6, épisode 15 : Le Réseau) : Wayne
- 2000 - 2004 : Andromeda (Gene Roddenberry's Andromeda) (36 épisodes) : Rev Bem
- 2002 : Mysterious Ways : Les Chemins de l'étrange (Mysterious Ways) (saison 2, épisode 22 : Il pleut des richesses) : Stan Amado
- 2002 : Disparition (Taken) (mini-série) (saison 1, épisode 04 : Tests acides) : shérif Kerby
- 2003 : Cold Squad, brigade spéciale (Cold Squad) (saison 6, épisode 11 : Il est temps de tuer) : John Watts
- 2004 : Battlestar Galactica (saison 1, épisode 03 : Révolution) : Mason
- 2005 : Le Messager des ténèbres (The Collector) (saison 2, épisode 12 : L'Historienne) : Kommodant Ziereis
- 2005 : Into the West (mini-série) (saison 1, épisode 03 : Rêves et Chimères) : Royce
- 2005 : Les 4400 (The 4400) (saison 2, épisode 05 : Génération perdue) : Frank Venner
- 2006 : Stargate Atlantis (saison 2, épisode 20 : Les Alliés (1/3)) : Michael Kenmore
- 2006 : Blade (Blade: The Series) : Damek
  - (saison 1, épisode 06 : In Vitro Veritas)
  - (saison 1, épisode 09 : Vengeance)
- 2006 : Les Maîtres de l'horreur (Masters of Horror) (saison 2, épisode 01 : Les Forces obscures) : John Reddle
- 2006 - 2011 : Supernatural :
  - (saison 1, épisode 11 : L'Épouvantail) : Scotty
  - (saison 6, épisode 16 : Le Retour d'Ève) : Rick
- 2008 : Fear Itself (saison 1, épisode 03 : Volte-face) : député / Guard Toomey
- 2009 : The L Word (saison 6, épisode 04 : La Livreuse) : Bob
- 2010 : Human Target : La Cible (Human Target) (saison 1, épisode 08 : Baptiste) : Potomac Electric Manager
- 2010 : Smallville : Kent Nelson / Dr Fate
  - (saison 9, épisode 11 : L'Étoffe des héros (partie 1))
  - (saison 9, épisode 12 : L'Étoffe des héros (partie 12))
  - (saison 9, épisode 22 : La Loi du plus fort) (voix, non-crédité)
- 2010 : Psych : Enquêteur malgré lui (Psych) (saison 5, épisode 06 : Un duo vintage) : Randy
- 2010 : Shattered (saison 1, épisode 01 : Les Péchés du père) : inspecteur de l'unité des enquêtes spéciales #2 (voix)
- 2011 : Fringe (saison 4, épisode 04 : Sujet no 9) : lieutenant Daniels
- 2011 : Sanctuary (saison 4, épisode 06 : Les Liens du cœur) : Finn Noland
- 2013 : Motive (saison 1, épisode 13 : Acquitté) : oncle Dave
- 2014 : Arctic Air (saison 3, épisode 04 : Tumulte au fil d'arrivée) : Brent Hewson
- 2014 : Le cœur a ses raisons : 
  - (saison 1, épisode 09 : Loin des yeux, près du cœur (1/2)) : Ethan Richardson
  - (saison 1, épisode 10 : Loin des yeux, près du cœur (2/2)) : Pinkerton Richardson
  - (saison 1, épisode 11 : L'Heure du choix (1/2)) : Pinkerton Richardson
  - (saison 1, épisode 12 : L'Heure du choix (2/2)) : Pinkerton Richardson
- 2015 : Once Upon a Time (saison 5, épisode 01 : La Ténébreuse) : colporteur
- 2016 : DC: Legends of Tomorrow (DC's Legends of Tomorrow) (saison 1, épisode 11 : Les Huit Mercenaires) : Jeb Stillwater
- 2020 : Snowpiercer ( saison 1, épisode 2 : On se tient prêts ) : Technicien Jakes Carter
- 2023 : Titans : Kent Nelson/Dr. Fate (caméo archive audio ; saison 4, épisode 9)